# Haplo-suffisance
En biologie, l'haplo-suffisance d'un allèle définit sa capacité à produire la protéine saine en quantité suffisante pour assurer la fonction propre au gène malgré la perte de fonction de l'autre allèle.

## Conséquences biologiques
Une haplo-suffisance s'observe chez les individus porteurs hétérozygotes, qui portent un allèle pathologique récessif et un allèle sain dominant, c'est ce qui explique la santé des porteurs hétérozygotes du gène récessif.
Bien que la récessivité n'apporte aucun désagrément, l'allèle haplo-suffisant, qui permet le bon fonctionnement du métabolisme, est quand même produit en quantité réduite par rapport à un individu homozygote dominant, et l'allèle muté est présent.
On peut dire que l'haplo suffisance garantit l'état de santé pour les maladies autosomiques récessives monogéniques, c'est-à-dire liées à un seul gène qui détermine à lui seul son phénotype propre ("sain" ou "malade"). 
Un porteur homozygote récessif sera malade (plus aucun allèle du gène correct).

## Exemples de maladies récessives
- Mucoviscidose
- Phénylcétonurie
- Hémochromatose

## Sources
- Génétique Q2, Professeur V.Bours, Université UlG
- Dictionnaire de médecine Garnier Delamare.